# Peinture gothique
La peinture gothique est un style de représentation picturale appartenant aux arts gothiques, apparu en Europe occidentale au début du XIIIe siècle, environ 50 ans après les débuts de l'architecture et la sculpture gothiques.

## Historique
La transition entre l'art roman et l'art gothique est imprécise puisque les deux notions datent respectivement du XIIe  et du  XVIe siècle, mais nous pouvons voir dans les prémices de ce style une peinture plus sombre et émotionnelle que dans la période précédente. Elle représente notamment le début de la peinture profane, c'est-à-dire la peinture dont les sujets ne sont pas religieux. La peinture gothique s'est développée en Occident (vers 1200 en France, Allemagne, Angleterre…) puis a pris son essor en Italie vers 1300 avec la pré-Renaissance du Trecento et les Primitifs italiens.
Sous les influences conjuguées des styles italiens, français et flamands, la peinture gothique évolue pour devenir internationale.

## Un art religieux
L’art gothique est avant tout un courant au service de la religion chrétienne. Les images créées à l’époque véhiculent en permanence un message eschatologique (l’espérance de vie est, à l’époque, d’une trentaine d’années) dans le but d’éduquer les fidèles qui ne savent ni lire ni écrire. L’art gothique transmet un ensemble de règles civiques et morales ; cela sert à conserver l’équilibre social. Il doit être simple et accessible à tous.

## Caractéristiques principales
Les couleurs vives de l’art gothique, souvent sur fond doré, contrastent avec l’absence de couleur du quotidien : au Moyen Âge, le peuple européen vit dans un monde brun, gris et marron. Seuls les vêtements des nobles et des religieux sont constitués de couleurs vives[réf. nécessaire]. L’inexistence de l’éclairage ne permet pas d’ajouter du volume aux peintures.
Le réalisme dans les traits des personnages s’avère plutôt absent des œuvres gothiques, car l’identification d’un individu est signe d’orgueil et de vanité. Les divers symboles suffisent à identifier les sujets : le Christ porte la croix et son corps peut être marqué de stigmates, la tête des saints est entourée d’une auréole, saint Pierre a des clefs entre les mains, etc. Les personnages les plus importants, comme le Christ, la Vierge ou les saints, sont représentés dans de plus grandes dimensions que les sujets moins importants dans ce qu'on appelle la perspective signifiante. 
Peindre (la représentation d'une image sur une surface) pendant la période gothique se pratique sur trois principaux supports :
- Les livres d'heures (livres de prières) : ils contiennent des miniatures et des enluminures qui servent à la méditation/contemplation/dévotion privée. Chaque illustration délivre un message. Ces livres étaient des miroirs princiers idéaux.
- Les retables : ce sont des tableaux peints ou sculptés qui ornent le dessus des autels des églises. Ils sont apparus au XIIIe siècle. Les retables à plusieurs panneaux sont dits diptyques, triptyques ou polyptyques.
- Les fresques : elles ornent de grandes structures, notamment les voûtes des églises.

L'artiste gothique cherche  « son inspiration dans la vie ». Il y a plus de sentiments dans les œuvres gothiques que dans les œuvres romanes. Parallèlement, la culture bourgeoise a amené une nouvelle élégance dans l'art. Il y a plus de détails narratifs, de fraîcheur, de couleur, de luminosité… : les techniques sont plus « raffinées ».

## Retable

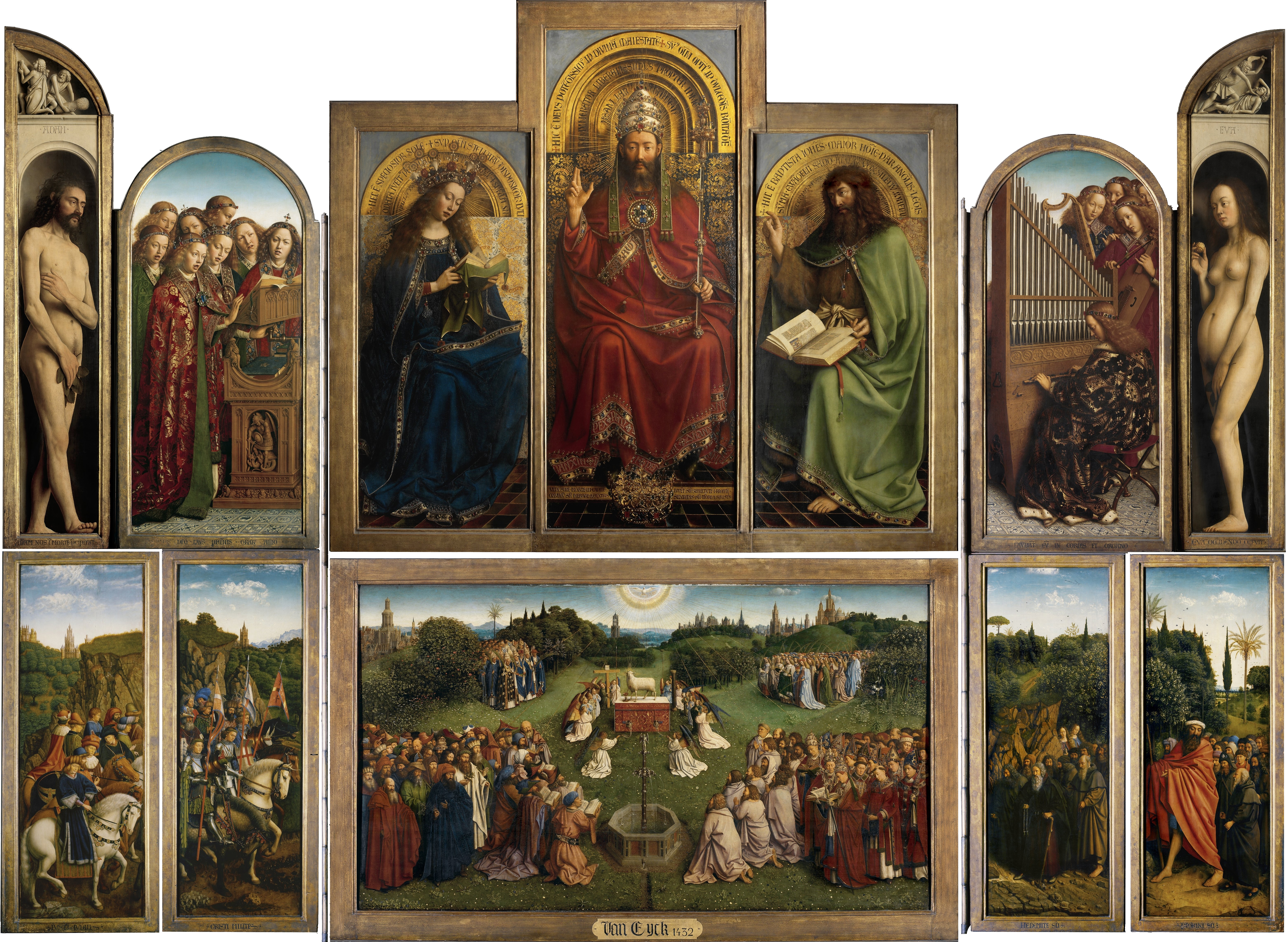
L'Agneau mystique de  Hubert van Eyck et  Jan van Eyck (1432).
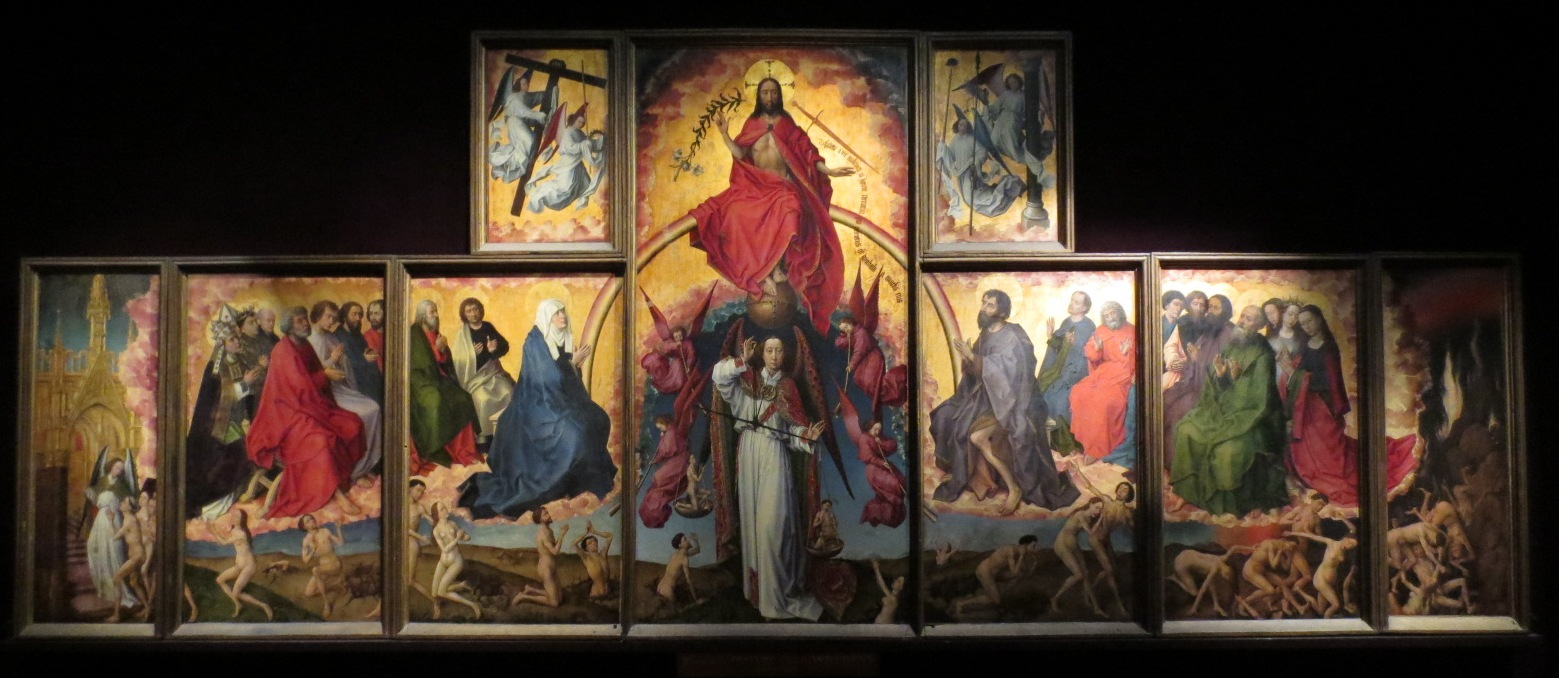
Le Jugement dernier de Rogier van der Weyden (1443 et 1452).

## Artistes
Allemagne et Pays germaniques
Maître Bertram (1340-1415) • Maître Francke (1380-1440) • Maître de la Véronique (1395-1420) • Bernt Notke (1435-1508) • Alexander Van Hagen (1465-1501) • Conrad Laib, Salzbourg, La Crucifixion, v. 1449, Palais du Belvédère (Vienne)
Espagne
Le style dit « gothique international » où se mêlent les influences françaises d'Avignon, flamandes et italiennes, est surtout représenté en Catalogne et dans le royaume de Valence avec Lluis Borrassà (1350-1424); Pere Nicolau [c. 1365-1408); Joan Reixach (c. 1310-1482); Pere Serra (c. 1340-1406); Miquel Alcanyís (c. 1380-1447); Gonçal Peris Sarrià (c. 1360-1451); Jaume Mateu (c. 1360-1452); Jaume Baçó Escrivà (1411-1461) aussi appelé Jacomart, peintre officiel d'Alphonse V.
France
Jean Pucelle (?–1334) • Jean de Beaumetz (1335-1396) • André Beauneveu (1335-vers 1400) • Jacquemart de Hesdin (1355 – vers 1414) • Arnaud Gassies (1390-1458) • Villard de Honnecourt • Enguerrand Quarton (1412 ou 1415 - 1466) • Jean Fouquet (1420–1481) • Simon Marmion (1425-1489) • Nicolas Froment (1450–1490) • Maître de Saint Gilles (1468-1530)
Hollande, Belgique
Jean Malouel (?-1415) • Henri Bellechose • Jan van Eyck (1390-1441) • Robert Campin (1378-1444)
Italie
Jacobello Alberegno (avant 1347-1397), peintre vénitien
Bonaventura Berlinghieri (1215 – après 1274) • Duccio di Buoninsegna (1255-60 – vers 1318-19) • Jacopo del Casentino (1297-1358) • Segna di Bonaventura (1298-1331) • Taddeo Gaddi (vers 1300 – 1366) • Vitale da Bologna (1309-1360) • Giottino (1320-1369) • Giusto de Menabuoi (1320-1397) • Puccio Capanna (1325-1350) • Altichiero (1330-1384) • Altichiero da Zevio  (Zevio, ~1330 – ~1390) • Bartolo di Fredi (1330-1410) • Maître des effigies dominicaines (1336-1345) • Guariento di Arpo (1338-1377) • Maître des anges rebelles (1340) • Andrea Caputo (1343-1377) • Nino Pisano (1343-1368) • Puccio di Simone (1345-1365) • Niccolò da Bologna (1348-1399) • Lluis Borrassà (1350-1424) • Giovanni da Milano (actif entre 1350 et 1369) • Giovanni del Biondo (1356-1399) • Gherardo Starnina (1360-1413) • Taddeo di Bartolo (1362-1422) • Gentile da Fabriano (1370-1427) • Lorenzo Monaco (1370-1425) • Stefano da Verona (1375-1438)  • Jacopo Bellini (1400-1470) . Lorenzo Veneziano (Actif 1356-1372)
République tchèque
Maître Théodoric (2e moitié du XIVe siècle)